# 南島原市立小林小学校
南島原市立小林小学校（みなみしまばらしりつ こばやししょうがっこう）は、長崎県南島原市深江町乙にある公立小学校。

## 概要

### 歴史
- 1876年（明治9年）に小林治市が私財を投じて創立。その名にちなんで「小林小学校」という名称になった。2011年（平成23年）に創立135周年を迎えた。

### 校歌
- 1962年（昭和37年）に制定。作詞は西川武治、作曲は山口健作による。歌詞は3番まであり、3番に校名の「小林小学校」が登場する。

## 沿革

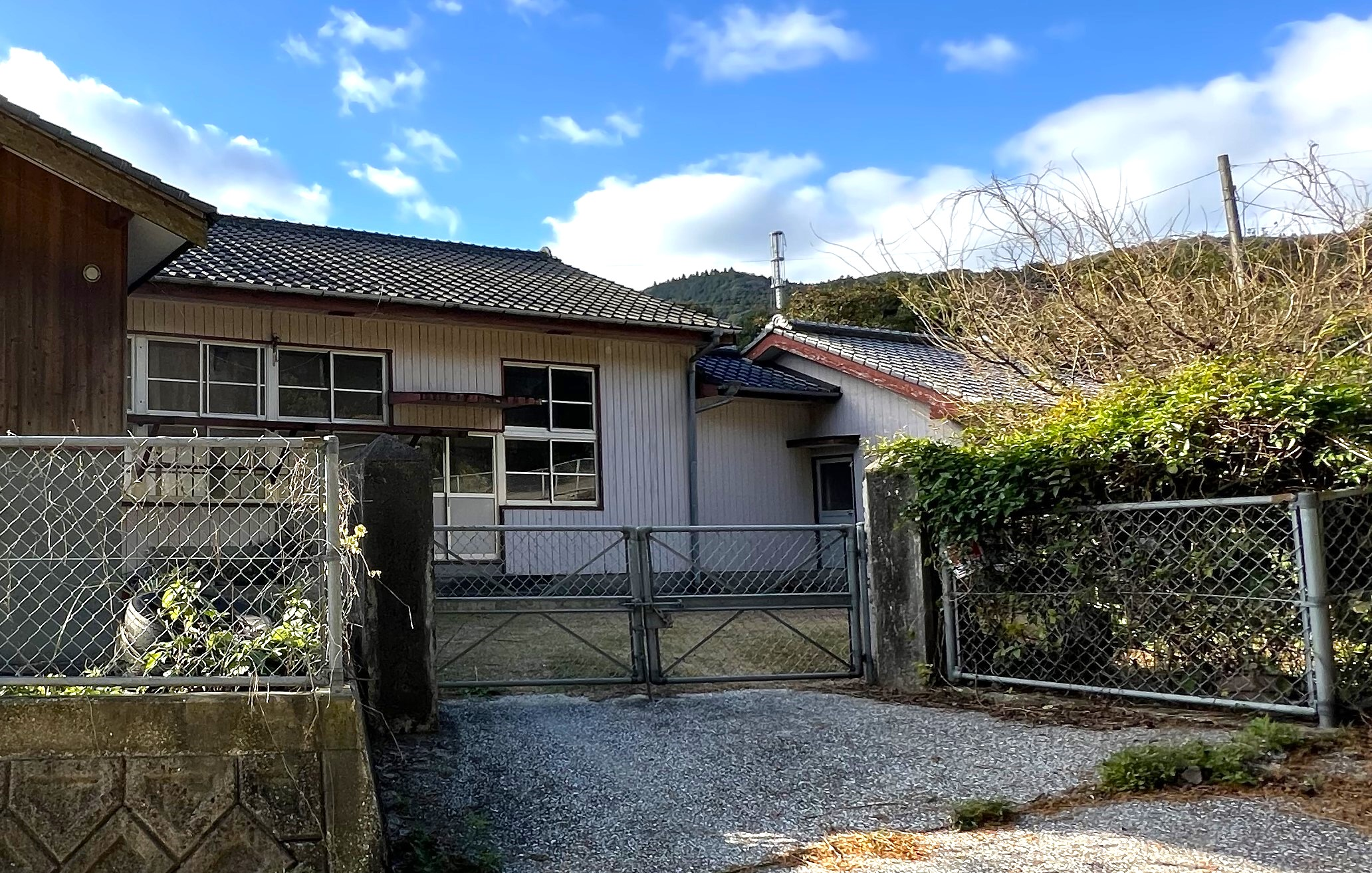
旧・山の寺分校跡

- 1876年（明治9年）9月18日 - 深江村末宝に「第五大学区 第三中学区[1] 小林小学校」が開校。
- 1877年（明治10年）6月4日 - 学区改正[2]により、「第五大学区第二中学区[3]小林小学校」に改称。
- 1878年（明治11年）12月24日 - 郡制の施行に伴い学区が改正され、「南高来郡 島原部[4] 小林小学校」となる。
- 1883年（明治16年）10月 -「深江学区 公立初等小林小学校」に改称。
- 1886年（明治19年）9月 - 小学校令の施行により、「深江学区 簡易小林小学校」（修業年限3年）に改称。
- 1889年（明治22年）4月 - 町村制の施行により、深江村立の小学校となる。
- 1892年（明治25年）9月 - 小学校令の改正により、「小林尋常小学校」（修業年限4年）に改称。
- 1908年（明治41年）4月 - 小学校令の改正により、義務教育年限（尋常科の修業年限）が4年から6年に延長される。尋常科5年を新設。
- 1909年（明治42年）
  - 4月 - 尋常科6年を新設。
  - 5月 - 校舎を改築。
- 1928年（昭和3年）4月 - 運動場を拡張。
- 1941年（昭和16年）4月1日 - 国民学校令の施行により、「深江村小林国民学校」に改称。尋常科を初等科に改める。
- 1947年（昭和22年）4月1日 - 学制改革（六・三制の実施）により国民学校の初等科が改組され、「深江村立小林小学校」となる。
- 1950年（昭和25年）7月 - 2教室を増築。
- 1952年（昭和27年）3月 - 電話が開通。給食調理室が完成。
- 1957年（昭和32年）
  - 4月1日 - 山の寺分校を開設。
  - 5月 - 2教室を増築。
- 1959年（昭和34年）10月 - 運動場を新設。
- 1961年（昭和36年）6月 - 山の寺分校に電話が開通。
- 1962年（昭和37年）
  - 2月 - 校歌を制定。
  - 5月3日 - 深江町の発足により、「深江町立小林小学校」に改称。
- 2004年（平成16年）3月31日 - 山の寺分校を廃止（最終所在地:深江町甲5143番地、北緯32度43分45.9秒 東経130度18分46.4秒）。
- 2006年（平成18年）3月31日 - 南島原市の発足に伴い、「南島原市立小林小学校」（現校名）に改称。

## 学校教育目標
- 「優しく、よく学び、元気で、やる気のある人間性豊かな小林っ子の育成」

## 通学区域
- 南島原市深江地区の「出ノ川、中江、末宝、内野、梶木、田中山、兵五郎、板首、畦津」[5]

## 進学先中学校
公立中学校の進学先は、南島原市立深江中学校

## 交通アクセス
最寄りの国道
- 長崎県道133号雲仙深江線

## 周辺施設
- 小林保育園
- 末宝簡易郵便局

## 参考資料
- 「深江町郷土誌」（1971年（昭和46年）10月1日発行, 深江町郷土誌編纂委員会）p.455 -
- 「長崎新聞に見る長崎県戦後50年史（1945～1995）」（1995年（平成7年）8月9日発行, 長崎新聞社）「深江町」